# Tove Dahlberg
Tove Dahlberg, född 25 april 1973 i Stockholm, är en svensk opera- och konsertsångare (mezzosopran).

## Utbildning
Dahlberg studerade jazzsång vid Kungliga Musikhögskolan i Stockholm innan hon startade sin utbildning till operasångerska – först vid Operastudio 67 och sedan fram till år 2002 vid Operahögskolan i Stockholm. Därefter antogs hon vid Covent Garden-operans tvååriga Young Artists Programme i London.

## Yrkesliv
Tove Dahlberg debuterade på Kungliga Operan i Stockholm som Cherubin i Mozarts Figaros bröllop. Därefter har hon framför allt varit verksam på opera- och konsertscener utanför Sverige. I Europa har hon framträtt på bland annat Royal Opera House i London, Glyndebourne, La Monnaie-operan i Bryssel, Opéra de Lyon,  operafestivalen i Aix-en-Provence och Maggio Musicale i Florens. I USA har hon sjungit vid Mostly Mozart Festival i Avery Fisher Hall på Lincoln Center i New York, med San Francisco Symphony och på Chicago Opera Theater. I Asien har hon sjungit med den engelska barockorkestern Academy of Ancient Music vid Macao International Music Festival.
Bland dirigenter som Dahlberg arbetat med finns sir Antonio Pappano, William Christie, Semyon Bychkov, Sir Charles Mackerras, Jane Glover och Kazushi Ono.
Tove Dahlberg har gestaltat titelroller i Debussys Pelléas och Mélisande,  Boesmans Julie, och Scarlattis Il Tigrane. Bland andra roller hon framträtt i internationellt finns Dorabella i Mozarts Così fan tutte, Fjodor i Musorgskijs Boris Godunov och Hermia i Brittens En midsommarnattsdröm.
I Sverige har hon på Folkoperan sjungit rollerna Cleopatra i Händels Julius Caesar, Siebel i Gounods Faust och Valencienne i Lehàrs Glada änkan.
På svenska scener har hon även framfört flera operaroller skrivna direkt för henne: bland dem Kalypso, Evrykleia och Helena i Reine Jönssons Strändernas svall på Vadstena-Akademien. Där har hon också gestaltat operasångerskan i Paula af Malmborg Wards en-aktare Vill ni ha ett frostigt päron?. På Drottningholmsteatern sjöng hon rollen som Linnés dotter Lisa Stina i Jonas Forssells Trädgården.
I Dahlbergs repertoar som konsert- och oratoriesångerska finns bland annat Bachs Juloratoriet, H-mollmässa och Johannespassionen; Mozarts Requiem; Rossinis och Pergolesis Stabat Mater och Vivaldis Gloria.
Både den franska musik-tv-kanalen Mezzo och SVT har visat Lyon-operans uppsättning av Mozarts Così fan tutte med Tove i rollen som Dorabella. I BBC:s musikkanal Radio 3 har hon deltagit med ett antal solistuppträdanden. Hon var också en av solisterna i BBC:s Till minne av Auschwitz, en europeisk samproduktion, som 2005 belönades med en Emmy Award, som bästa kulturfilm, senare utgiven på dvd. På cd finns Dahlberg bland annat representerad i Mozarts C-moll-mässa med Handel and Haydn Society i Boston under ledning av Harry Christophers.

## Utmärkelser och stipendier
Dahlberg har fått en mängd stipendier och priser. Bland dem kan nämnas 
- utmärkelsen som Best Comic Female, PrimiDivi Opera Awards 2005–2006 (för Hermia i En midsommarnattsdröm på Covent Garden)
- Glyndebourne Promise Award 2005 (för Mélisande i Pelleas och Mélisande)
- Finalist i Solistpriset 2004
- Kristina Nilssons stipendium

## Verk

### Filmografi
- Holocaust: A Music Memorial Film (2005)